# Yomi
Kraina Ciemności (jap. 黄泉の国 Yomi-no-kuni, także Yomotsukuni, w skrócie Yomi, dosł. Żółte Źródła) – w mitologii japońskiej miejsce, do którego udała się po śmierci Izanami. 
Norinaga Motoori (1730–1801), piewca „szkoły narodowej” (kokugaku) lub inaczej „szkoły japońskiej” (wagaku, prowadzącej studia nad klasyczną literaturą i starożytną kulturą japońską jako przeciwstawienie się dominującym wówczas studiom tekstów chińskich, konfucjańskich i buddyjskich) uważał, że Kraina Ciemności, zwana również Krainą Korzeni (根の国, Ne-no-kuni) jest znajdującym się pod ziemią skalnym miejscem, do którego muszą się udać po śmierci wszyscy, niezależnie od pochodzenia. Podkreślał, iż shintō – w przeciwieństwie do buddyzmu – nie oferuje nauk dających ukojenie w obliczu śmierci. 
Z kolei Atsutane Hirata, orędownik „odrodzonego shintō” (fukko-shintō) nie zgadzał się z wnioskiem, iż Kraina Ciemności jest miejscem, do którego dusze zmarłych udają się po śmierci człowieka. Zwrócił on uwagę na to, iż do tego miejsca trafiła nie tylko dusza Izanami ale również jej ciało, o czym świadczą opisy rozkładu jej ciała. Hirata uważał iż Yomi-no-kuni jest inną nazwą Krainy Dna (Sokotsu-no-kuni), czyli podziemnego świata, którym rządził bóg księżyca Tsukuyomi. Orędownik „odrodzonego shintō” uważał, że Izanami udała się do tego miejsca, ponieważ po tym, jak jej wnętrzności zostały spalone przez boga ognia, stała się nieczysta.
W lokalnych mitach nie ma odpowiednika opisanej w dworskich kronikach podziemnej Krainy Ciemności. W Japonii wierzono, że dusze zmarłych po długim okresie oczyszczania stają się bóstwami opiekuńczymi swoich rodzin. Część badaczy uważa, że wizja podziemnej krainy zmarłych przybyła z kontynentu azjatyckiego i dlatego nie przeniknęła do ludowych wierzeń.
Wiesław Kotański uważa, że ciasna nisza grobowa w wyobraźni mitu o Krainie Ciemności urosła do rozmiarów podziemnego państwa. Uczony twierdzi, że zmarli w tym miejscu przechodzą kolejne fazy etapu oczyszczania.

## Żółte Źródła
W starochińskiej tradycji wierzono w istnienie podziemnego miejsca bytowania zmarłych, które jest odpowiednikiem japońskiego Yomi. Chińczycy przypisywali niebu kolor czarny, ziemi zaś żółty. Ponieważ źródła biorą swój początek pod ziemią, świat podziemny nazywano Żółtymi Źródłami. 
Do powstania tego skojarzenia przyczyniła się zapewne Rzeka Żółta, której wody są zabarwione na żółto przez less i której dorzecze stanowiło przez wieki kolebkę cywilizacji chińskiej. 
Starochińskie przysłowie mówi: „Na drodze do Żółtych Źródeł nie ma starych i młodych” (chiń. 黃泉路上沒老少), co oznaczało, że każdy może umrzeć, niezależnie od wieku. 
Żółte Źródła ściśle wiąże się z chińskim kultem przodków, który nakazywał chować zmarłych – podobnie jak m.in. w Egipcie – z akcesoriami niezbędnymi w życiu pozagrobowym. 
Wiara w Żółte Źródła odcisnęła piętno na chińskim buddyzmie i taoizmie, które w chińskim synkretyzmie religijnym podzielały wiarę w podziemne piekło. Dla chińskich buddystów było to miejsce, w którym dusza odbywa karę po śmierci i gdzie sędziowie podejmują decyzję, co do jej kolejnej inkarnacji.